# Echinocaridinae
De Echinocaridinae zijn een onderfamilie van uitgestorven kreeftachtigen uit de klasse van de Malacostraca (hogere kreeftachtigen).

## Geslachten
- Echinocaris Whitfield, 1880 †
- Montecaris Jux †
- Nervicaris Racheboeuf & Clement, 2009 †
- Paraechinocaris Rode & Lieberman, 2002 †